# Jacqueline Byers
Jacqueline Byers (geboren am 14. September 1989) ist eine kanadische Schauspielerin.

## Leben und Karriere
Byers wuchs in Mississauga, Ontario auf. Sie war im Lacrosse-Team ihrer Schule aktiv.
Im Alter von 12 Jahren spielte sie in Musicalproduktionen von Annie und Peter Pan.

## Filmografie

### Film
- 2003: Blizzard – Das magische Rentier (Blizzard)
- 2013: 90 Days (Kurzfilm)
- 2015: Die unglaubliche Geschichte der Ariana Berlin (Full Out)
- 2017: Ordinary Days
- 2018: Bad Samaritan – Im Visier des Killers (Bad Samaritan)
- 2019: Home in Time (Kurzfilm)
- 2019: You Are Here
- 2022: The Devil’s Light (Prey for the Devil)

### Fernsehserien
- 2014: Scared Stiff
- 2014: The Strain (1 Folge)
- 2014: Ascension (4 Folgen)
- 2016: Timeless (1 Folge)
- 2016: Roadies (7 Folgen)
- 2017–2018: Salvation (26 Folgen)
- 2019, 2022: Diggstown (2 Folgen)
- 2025: Dark Winds (6 Folgen)